# Contea di Doniphan
La contea di Doniphan in inglese Doniphan County è una contea dello Stato del Kansas, negli Stati Uniti. La popolazione al censimento del 2000 era di 8 249 abitanti. Il capoluogo di contea è Troy